# Paul Bindel
Paul Bindel (7. ledna 1894 Magdeburg, Německo – 29. května 1973 Düsseldorf) byl německý sochař, malíř a karikaturista. V roce 1937 byla jeho díla vystavena na výstavě Entartete Kunst v Mnichově. Po 2. světové válce byl profesorem na Kunstakademie Düsseldorf.

## Život a dílo
Paul Bindel byl synem generálního agenta Paula Bindela. Závěrečnou zkoušku složil v březnu 1912 na Fürstenwall-Oberrealschule v Düsseldorfu. Od roku 1912 do roku 1918 studoval Bindel na Kunstgewerbeschule Dusseldorf pod vedením Lothara von Kunowského s přerušením kvůli vojenské službě a obchodní činnosti. Od 1. října 1913 do mobilizace patřil do dolnorakouského pluku č. 39. Od srpna 1914 byl Paul Bindel v hodnosti vojína, poté od března 1915 povýšen na nadporučíka a ve službách pro vojsko sloužil až do prosince 1918.
Od roku 1920 do roku 1922 se Bindel zúčastnil státního semináře pro lektory a získal kvalifikaci jako učitel s vyznamenáním. Následovala stáž, svou profesi praktikoval na Lessing Oberrealschule, na magistrále Realgymnasium na Rethelstraße v Düsseldorfu a dalších školách v Rheydtu, Wipperfürthu a Kleve. V roce 1926 byl pak jmenován do vyšší školní rady.
V roce 1923 se Paul Bindel oženil s Irene, rozenou Greferath. Dne 11. září 1925 se jim narodil syn Werner Bindel.
Do roku 1934 byl Paul Bindel učitelem na střední škole a od roku 1930 vyučoval současně s výukou na Umělecké akademii v Düsseldorfu. Během této doby patřili mezi jeho žáky mimo jiné Rolf Crummenauer, Ursula Benser, Helmut Georg, Anneliese Planken nebo Hellmut Steinbach. Bindelova díla se objevovala na výstavách sdružení Das Junge Rheinland, byl také členem uměleckého spolku Ey-Kreis.
Paul Bindel se stal v červnu 1937 profesorem na Staatliche Kunstakademie v Düsseldorfu. Zároveň bylo zabaveno pět jeho děl, které byly označeny jako degenerované umění. Již v červenci 1937 byl jeho obraz "Martinsjunge" uveden na výstavě "Zvrhlé umění" v Mnichově. Ve stejném prostoru v horním patře byla zároveň díla Hanse Purrmanna, Heinricha Nauena, Edwina Scharffa nebo Otty Freundlicha. Bindel se osobně obrátil na Adolfa Hitlera.
Bindel se opakovaně účastnil významných výstav pořádaných Národními socialisty, například v roce 1942 na Düsseldorfské výstavě umění v muzeu Herzog-Anton-Ulrich, Braunschweig a ve stejném roce vystavoval na Velké německé výstavě umění v Domě německého umění v Mnichově.
Po ukončení druhé světové války strávil Bindel od roku 1945 do roku 1947 v sovětském zajetí v táboře nedaleko Moskvy.
Bindel byl zkušeným malířem akvarelů, věrný žánrovým malbám a květinovým zátiším. Své studenty vyučoval klasickému akademickému řemeslu. A také nechával studenty své malířské třídy, kteří již měli dobrou malířskou zkušenost, pracovat po prvním semestru volně. V padesátých a šedesátých letech ovlivnil, mimo jiné, umělce jako byli Heinz Mack, Otto Piene, Hans Salentin, John Geccelli, Raimund Girke nebo Walter Cüppers.
V roce 1961 vyšla kniha Paula Bindela Jugend sieht Deutschland. Na podzim roku 1959 se správní rada nerozdělitelného Německa obrátila na mládež a pedagogy, aby stimulovali mladé lidi ve věku 12 až 25 let v soutěži nazvané "Mládež vidí nerozdělitelné Německo" v malbě, sochařství, kresbě a manuální práci. Vznikla německá divize a naděje na znovusjednocení. Účast byla silná: bylo předloženo více než 80 000 děl, proběhla celá řada výstav ve městech v řadě spolkových zemích. Z těchto děl bylo vybráno 100 nejlepších. Ty byly pak prezentatvány v knize čtenářům v Německu i v zahraničí.
Díla Paula Bindela jsou v majetku Stadtmuseum Düsseldorf, včetně olejomalby Johanna Ey als Spanierin, asi z roku 1930.

## Výstavy (výběr)
Paul Bindel je zmiňován v následujících výstavních katalozích:
- 1925, Große Kunstausstellung, Düsseldorf (Kat. Nr. 2)
- 1935: Kunstvereins-Ausstellung am Judenhof, Ulm[2]
- 1940 a 1941: Rheinische Kunstausstellung, Berlín a Danzig[3]
- 1941, Herbstausstellung Düsseldorfer Künstler, Kunsthalle Düsseldorf (Kat. Nr. 17)
- 1942: Der Rhein und das Reich (Rýn a Říše), Düsseldorfer Kunstausstellung, Herzog-Anton-Ulrich-Museum, Braunschweig, (Kat. Nr. 18)
- 1942: Velká výstava německého umění, Dům umění, Mnichov, (Kat. Nr. 19)
- 1943: Espositione Palazzo Strozzi, Gastausstellung Düsseldorfer Künstler in Florenz (Kat. Nr. 21)
- 1944: Frühjahrsausstellung Düsseldorfer Künstler, Kunsthalle Düsseldorf (Kat. Nr. 26)
- 1952: Große Weihnachtsausstellung der bildenden Künstler v. Rheinland u. Westfalen, Kunstpalast Ehrenhof, Düsseldorf (Kat. Nr. 67)
- 1953: Große Weihnachtsausstellung der bildenden Künstler v. Rheinland u. Westfalen, Kunstpalast Ehrenhof, Düsseldorf (Kat. Nr. 71)
- 1954: Große Weihnachtsausstellung der bildenden Künstler v. Rheinland u. Westfalen, Kunstpalast Ehrenhof, Düsseldorf (Kat. Nr. 72)
- 1955: Kunstausstellung Weihnachten der bildenden Künstler v. Rheinland u. Westfalen (Kat. Nr. 73)
- 1966: “das Kleine Format”, Jahresausstellung Künstlerverein Malkasten, Düsseldorf (Kat. Nr. 103)
- 1967: “das Kleine Format”, Jahresausstellung Künstlerverein Malkasten, Düsseldorf (Kat. Nr. 107)
- 1968: “das Kleine Format”, Jahresausstellung Künstlerverein Malkasten, Düsseldorf (Kat. Nr. 112)
- 1968: “Das kleine Schaufenster”, Eine Ausstellung der Mitglieder des Malkastens im Jubiläums-Jahr 1986 (Kat. Nr. 113)